# Human Target (Thy Art Is Murder)
Human Target è il quinto album in studio del gruppo musicale australiano Thy Art Is Murder, pubblicato nel 2019.

## Tracce
1. Human Target – 3:31
2. New Gods – 3:01
3. Death Squad Anthem – 3:13
4. Make America Hate Again – 3:14
5. Eternal Suffering – 5:05
6. Welcome Oblivion – 3:36
7. Atonement – 3:59
8. Voyeurs Into Death – 3:30
9. Eye for an Eye – 4:55
10. Chemical Christ – 4:24

## Formazione
- Chris "CJ" McMahon – voce
- Andy Marsh – chitarra
- Sean Delander – chitarra
- Kevin Butler – basso
- Jesse Beahler – batteria